# Občudovani
Občudovani (v izvirniku angleško Adoration, izdano tudi pod naslovi Adore, Two Mothers - Mami in Perfect Mothers - Popolni mami) je avstralsko - francoska drama. Film je nastal leta 2013 v režiji Anne Fontaine, ki temelji na noveli britanske pisateljice Doris Lessing pod imenom Babice. Izvirni naslov filma je bil (Adoration), ki je bil premierno prikazan na filmskem festivalu Sundance 2013.
Drama, ki je nastala po knjižni predlogi britanske pisateljice Doris Lessing, je erotična zgodba o neprimerni ljubezni in dolgotrajnem ženskem prijateljstvu.

## Igralci
- Naomi Watts kot Lil
- Robin Wright kot Roz
- Ben Mendelsohn kot Harold
- Xavier Samuel kot Ian
- James Frecheville kot Tom
- Jessica Tovey kot Mary
- Sophie Lowe kot Hannah
- Gary Sweet kot Saul